# Raïon d'Ivanytchi
Le raïon d'Ivanytchi (en ukrainien : Іваничівський район, Ivanytchiskyï raïon) ou raïon d'Ivanitchi (en russe : Иваничевский район, Ivanitchevski raïon) est une subdivision administrative de l'oblast de Volhynie, dans l'ouest de l'Ukraine. Son centre administratif est la commune urbaine d'Ivanytchi.
De 1957 à 1962 : raïon de Novovolynsk.

## Géographie
Le raïon s'étend sur 1 122 km2 au sud-ouest de l'oblast. Il est limité au nord par le raïon de Volodymyr-Volynskyï, à l'est par le raïon de Lokatchi et le raïon de Horokhiv, au sud par l'oblast de Lviv (raïon de Sokal) et à l'ouest par la Pologne (voïvodie de Lublin).

## Histoire
Le raïon d'Ivanytchi fut établi le 17 janvier 1940 par un décret du Présidium du Soviet suprême de l'Union soviétique. Il fut occupé par l'Allemagne nazie du 22 juin 1941 au 20 juillet 1944. En 1957, son centre administratif fut transféré à Novovolynsk et le raïon renommé raïon de Novovolynsk. En 1962, il fut supprimé, puis rétabli en 1966 sous son nom actuel.

## Population

### Démographie
Recensements (*) ou estimations de la population :
| 1959*  | 1970*  | 1979*  | 2008   | 2009   | 2010   | 2011   | 2019   |
| ------ | ------ | ------ | ------ | ------ | ------ | ------ | ------ |
| 48 811 | 40 644 | 38 187 | 33 880 | 33 609 | 33 273 | 32 993 | 31 620 |

### Villes
Le raïon ne compte aucune ville et une seule commune urbaine : Ivanytchi. La ville de Novovolynsk et sa municipalité sont enclavées dans le territoire du raïon mais n'en font pas partie.